# والتر بروس (بازیکن فوتبال انگلیسی)
والتر بروس (انگلیسی: Walter Bruce؛ زادهٔ ۱۹۱۵) بازیکن فوتبال اهل بریتانیا است.
از باشگاه‌هایی که در آن بازی کرده‌است می‌توان به باشگاه فوتبال وورکینگتون ای. اف. سی، باشگاه فوتبال سوانزی سیتی، و باشگاه فوتبال برادفورد سیتی اشاره کرد.